# Port-sur-Saône
Port-sur-Saône település Franciaországban, Haute-Saône megyében. Lakosainak száma 2966 fő (2022. január 1.). Port-sur-Saône Conflandey, Bougnon, Chargey-lès-Port, Chaux-lès-Port, Ferrières-lès-Scey, Grattery, Scey-sur-Saône-et-Saint-Albin, Scye, Vauchoux és Villers-sur-Port községekkel határos.

## Népesség
A település népességének változása:
| Lakosok száma | 3041 | 3026 | 2999 | 2971 | 2944 | 2954 | 2952 | 2977 | 2966 |
|               | 2013 | 2015 | 2016 | 2017 | 2018 | 2019 | 2020 | 2021 | 2022 |